# Osiękla nierówna

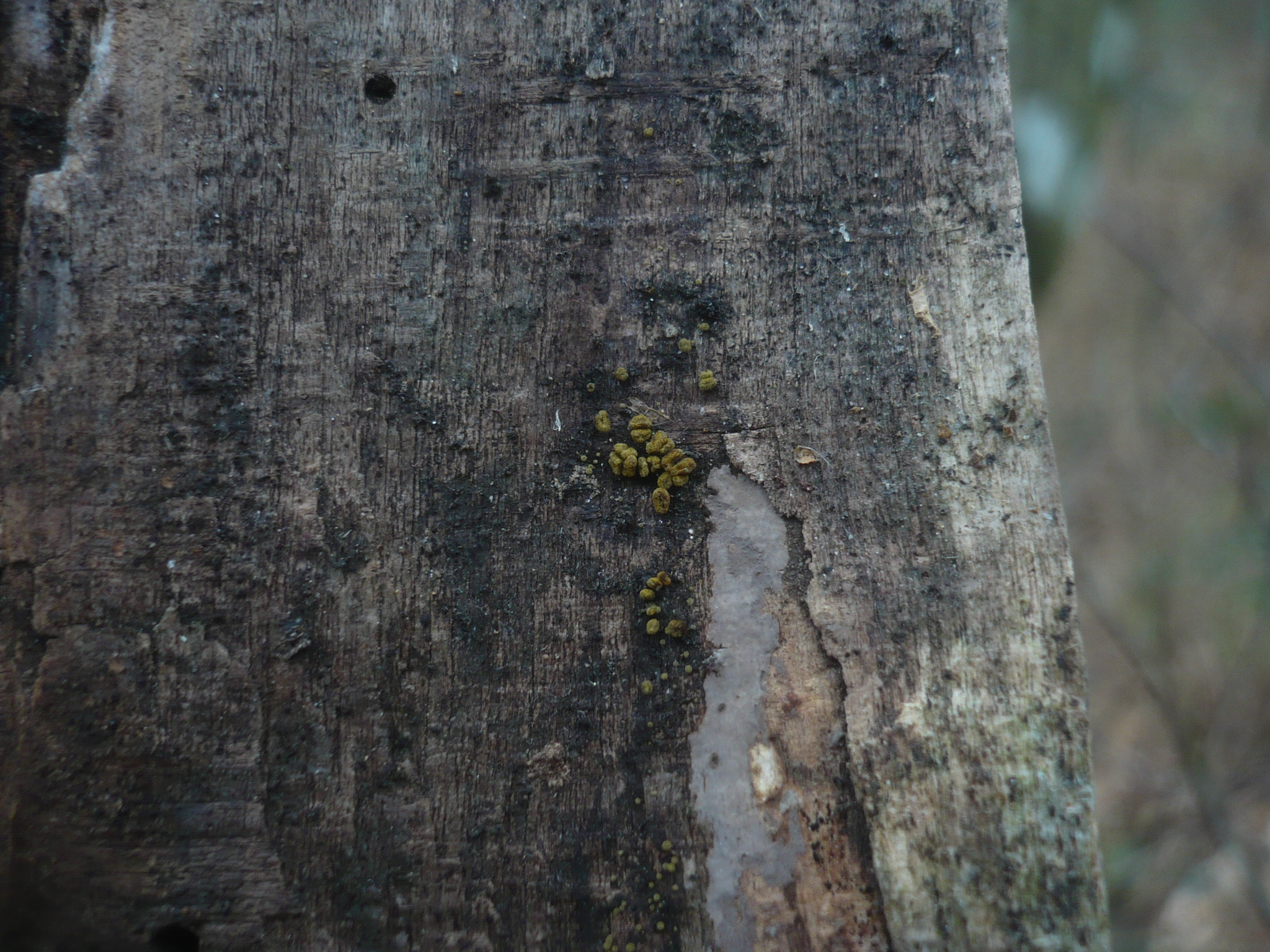

Osiękla nierówna (Merismodes anomala (Pers.) Singer) – gatunek podstawczaków z rodziny Niaceae.

## Systematyka i nazewnictwo
Pozycja w klasyfikacji według Index Fungorum: Merismodes, Niaceae, Agaricales, Agaricomycetidae, Agaricomycetes, Agaricomycotina, Basidiomycota, Fungi.
Gatunek ten został po raz pierwszy opisany w 1796 r. jako Peziza anomala przez Ch. H. Persoona. Później przez różnych autorów zaliczany był w randze gatunku, podgatunku lub odmiany do różnych innych rodzajów i gatunków. Obecną, uznaną przez Index Fungorum nazwę nadał mu w roku 1975 Rolf Singer, przenosząc go do rodzaju Merismodes. 
Niektóre synonimy nazwy naukowej:

- Cyphella anomala (Pers.) Pat. 1900
- Cyphella anomala (Pers.) Pat., 1900 subsp. anomala
- Henningsomyces amoenus (Oudem.) Kuntze 1898
- Henningsomyces anomalus (Pers.) Kuntze 1898
- Henningsomyces exiguus (Sacc.) Kuntze 1898
- Lachnella anomala (Pers.) G. Cunn. 1963
- Cyphellopsis anomala (Pers.) Donk 1931
- Peziza anomala Pers. 1796
- Solenia amoena Oudem. 1888
- Solenia anomala (Pers.) Fuckel 1871
- Solenia anomaloides Peck 1898
- Solenia exigua Sacc. 1878
- Tapesia anomala (Pers.) Fuckel 1870

Nazwę polską podał Franciszek Błoński w 1896 roku. 

## Morfologia
Tworzy gęsto upakowane skupiska z zewnątrz kudłato owłosionych owocników z otworkiem na szczycie. Mają barwę jasnobrązową lub brązową. Pojedynczy owocnik ma wysokość do 0,8 mm i średnicę do 0,5 mm. Włoski mają średnicę 5,5–7 × 5,5–6,5 mikrometrów, są skręcone i mają jaśniejsze końce. Ich krawędzie są inkrustowane. Zarodniki są elipsoidalne, wydłużone, o rozmiarach 8,6 × 3,5 μm.

## Występowanie i siedlisko
Występowanie tego gatunku potwierdzone zostało w Ameryce Północnej, Europie, na Wyspach Kanaryjskich i Mongolii. W Europie jest szeroko rozprzestrzeniony. Do 2003 r. na terenie Polski jego stanowiska opisano w około 10 pozycjach piśmiennictwa mykologicznego. Według W. Wojewody w Polsce jest dość częsty i nie wydaje się być zagrożony. Znajduje się jednak w internetowym rejestrze gatunków grzybów zagrożonych. Po 2007 r. przez hobbystów-amatorów opisany został na wielu stanowiskach. 
Występuje w lasach i parkach. Rozwija się na opadłych gałązkach różnych drzew liściastych, najczęściej na brzozie, grabie, buku, topoli, wierzbie. Owocniki wytwarza przez cały rok.

## Znaczenie
Saprotrof. Z jego grzybni wyekstrahowano strobiluryny A i B. Są to dwa nowe cytostatyczne i przeciwgrzybicze, antybiotyki z grupy (E) -beta-metoksyakrylanu. Ich budowę rozszyfrowano za pomocą metod spektroskopowych. Antybiotyki te hamują wzrost komórek ludzkich i zwierzęcych oraz różnorodnych grzybów. Strobiluryny A jak i B są silnymi inhibitorami oddychania

## Gatunki podobne
Bardzo podobna jest osiękla kępkowa (Merismodes fasciculata), a także niektóre inne gatunki z rodzaju Cyphellopsis i Merismodes. Trochę pomocny może być sposób wyrastania owocników: osiękla kępkowa zwykle tworzy okrągłe kępki, a osiękla nierówna raczej podłużne pasma. Pewne rozróżnienie tych gatunków wymaga jednak badań mikroskopowych, zwłaszcza porównania zarodników